# 100 кроків: Встигнути до старшої школи
«100 кроків: Встигнути до старшої школи» (англ. 100 Things to Do Before High School) — американський телесеріал каналу Nickelodeon, створений Скотом Феллоузом. Прем'єра серіалу відбулась 11 листопада 2014 року в США.

## Сюжет
Школярка на ім'я Сі Джей Мартін разом зі своїми друзями (Фенвіком та Кріспо) вирішила повністю змінити своє життя за кілька місяців до переходу в старшу школу. А все тому, що зі слів старшого брата, їй доведеться дуже несолодко в дорослому житті, адже на неї чекають важкі контрольні, постійні дорікання вчителів і втрата вірних друзів.

## Персонажі
- Сі Джей Мартін — оптимістична 12-річна дівчина, яка вважає, що у старшій школі пройдуть найкращі роки її життя, поки її старший брат не говорить їй правду: вона втратить всіх своїх друзів, бо у них будуть різні інтереси. Щоб не допустити цього, вона створює список справ, які треба виконати, перш ніж перейти до старшої школи.
- Фенвік Фрейзер  — семикласник, який став першим другом Сі Джей в дитячому саду. Він найрозумніший учень у всій школі.
- Крістіан «Кріспо» Пауерс — 12-річний хлопчик, який обіцяв бути кращим другом Сі Джей в дитячому саду. У шостому класі, він мав погану зачіску і брекети (до подій першого епізоду серіалу). Він став найкрутішим хлопцем у всій школі.
- Джек Робертс — шкільний радник, який часто допомагає трьом друзям з їх списком і дає їм поради.

## У ролях
- Ізабела Монер — Сі Джей Мартін
- Джахім Кінг Тумбс — Фенвік Фрейзер
- Оуен Джойнер — Крістіан «Кріспо» Пауерс
- Джек Де Сена — Джек Робертс (шкільний радник)
- Макс Ерих — Ронбі Мартін (старший брат Сі Джей)
- Генрі Дітман — Містер Мартін (батько Сі Джей)
- Стефані Ескахеда — Місіс Мартін (мати Сі Джей)
- Брейді Рейтер — Мінді Мінус (найпопулярніша дівчина у школі)
- Ліза Арч — Директор Хейдер (новий директор у школі)

## Виробництво
Телесеріал був створений Скоттом Феллоузом, який також є творцем телесеріалу «Big Time Rush» про американський бойз-бенд. Пілотний епізод «Special» був знятий в березні 2014 року. Після цього Nickelodeon замовив 25 епізодів. 1 сезон знімався в Лос-Анджелесі в кінці 2014 року. У травні 2015 року зйомки першого сезону закінчилися.